# (4705) Secchi
(4705) Secchi és un asteroide pertanyent al cinturó d'asteroides, descobert el 13 de febrer de 1988 per l'equip de l'Observatori Astronòmic de Sant Vittore des del mateix Observatori, a Bolonya, Itàlia.
Provisionalment va ser designat com a 1988 CK. Va ser anomenat Secchi en honor de l'astrònom italià Angelo Secchi director de l'observatori del Col·legi Romà, a Roma entre els anys 1848 a 1878. Conegut pel seu treball en l'espectroscòpia estel·lar, va fer el primer estudi espectroscòpic dels cels, el seu esquema de classificació divideix els espectres dels estels en quatre grups. També va fer un extens estudi dels fenòmens solars i va ser co-fundador de la "Societa degli Italiani Spettroscopisti", ara la "Societat Italiana Astronòmica".
Està situat a una distància mitjana del Sol de 2,330 ua, podent allunyar-se'n fins a 2,626 ua i acostar-s'hi fins a 2,034 ua. La seva excentricitat és 0,126 i la inclinació orbital 8,640 graus. Empra 1299 dies a completar una òrbita al voltant del Sol.
La magnitud absoluta de Secchi és 13,2. Té 5,565 km de diàmetre i té una albedo estimada de 0,395.